# Liste des évêques de Ndola
La liste des évêques de Ndola recense les noms des évêques qui se sont succédé sur le siège épiscopal de Ndola, en Zambie, depuis la création de la préfecture apostolique de Ndola le 8 janvier 1938, par détachement de celle de Broken Hill. Cette préfecture apostolique est érigée en vicariat apostolique le 14 janvier 1949 puis en  diocèse de Ndola (en) (Dioecesis Ndolaensis) le 25 avril 1959. 

## Liste des ordinaires

### Est préfet apostolique
- 4 février 1938-13 janvier 1949 : Francis Mazzieri (Francis Costantin Mazzieri)

### Est vicaire apostolique
- 13 janvier 1949-25 avril 1959 : Francis Mazzieri (Francis Costantin Mazzieri), promu vicaire apostolique.

### Sont évêques
- 25 avril 1959-26 novembre 1965 : Francis Mazzieri (Francis Costantin Mazzieri), promu évêque.
- 1er février 1966-10 juillet 1975 : Nicola Agnozzi
- 10 juillet 1975-† 17 septembre 2003 : Dennis De Jong (Dennis Harold De Jong)
- 1er octobre 2004-16 janvier 2010 : Noël O’Regan (Noël Charles O’Regan)
- 16 janvier 2010-30 janvier 2018 : Alick Banda, nommé archevêque de Lusaka

## Sources
- (en) Fiche du diocèse sur catholic-hierarchy.org